# ホーンテッドカジノ
『ホーンテッドカジノ』は、ソシエッタ代官山が1996年9月27日に発売した、セガサターンのアダルトゲームソフト。

## 概要
セガサターン最後の18禁（X指定）ソフトの一つとして発売されたゲームソフト。男好きな魔女達の住む館「ホーンテッドカジノ」を訪れた主人公が、魂を賭けて魔女達とテーブルゲームで勝負するという内容。
- プレイヤーは3DCGで造られた館内部を歩き、探索する。対戦相手である魔女達の他、勝負中に使えるアイテムや、トラップなどもある。
- 館は三階建てで、ゲームディスクは3枚組。各ディスクに1階ごとのデータが収録されている。
- キャラクターデザインは永田太が担当。

## システム
勝負で敵の手持ちのコインを一定量奪うと、敵は下着姿になる。更にコインを奪うと、今度は全裸になる。全てのコインを奪えば倒したことになり、その敵はカードに封印される。そのカードを1階にある映写室に持っていくと、コイン100枚と引き換えにそのキャラの裸体ムービー（或いは静止画）を見ることができる。その階の敵を全て倒せば、次の階へ進むための鍵が手に入る。
2階に進むと、1階へは一応戻れるが、映写室にしか行けなくなる。3階まで進むともう下の階には戻れなくなる。最後のボスを倒すと、コインに関係なく何度も裸体映像を再生できるようになるが、電源を切るとセーブデータが消えてしまうため、最初からやりなおしとなる。
セーブは、勝負に勝つか途中で席を立つかして、移動画面に戻った時に自動的に行われる。セーブデータは一箇所のみ。また、次の階に進んだ時や映写室を使った後にも自動的にセーブされる。

## 登場キャラクター

### ディーラー
ジュピーヌ・クインティーナ
声：横尾まり
カジノの女王にして最終ボス。金色の角と紫の翼を持った悪魔。
ヘルオアヘブン・ポーカー・ブラックジャックのディーラーであり、それぞれのゲームごとに台詞が異なるが、手持ちのコインは共通しており、どのゲームで倒してもクリアとなる。
これまで負けた事の無い最強のディーラーで、本作に登場する他の魔女7人の創造主でもある。
これまで手玉に取った男達との間に、7人の分身を造ったという設定で、直接産んだわけではない。
愛称は「クイーン」だが、本編中で彼女をそう呼んだのはミュウだけである。性格は高飛車。
小説版では、300年前からこのカジノを守っていたらしい。
パメラ・ユニティー
声：中沢みどり
クイーンの第1子にして、2階のヘルオアヘブン・ディーラー。モチーフはユニコーンで、額に角が生えている。愛称は「ユニティー」。
その魅力に太刀打ちできた男は皆無だという設定で、ディーラーの中でも過激な台詞を言う。
なぜか敵の中で唯一、初対面時に自己紹介の台詞を言わない（ボイスデータ自体は収録されているので、プログラムミスであるようだ）。
小説版では2階の敵の中で真っ先に倒されている。こちらでは「パメラ」と呼称されており、巨乳ではないがこの上ない美乳という設定だった。
ジューン・ホワイティア
声：吉田美保
クイーンの第2子にして、2階のブラックジャック・ディーラー。モチーフは雪女で、着物を身に纏っている。愛称は「ジューン」。
古風な口調で奥ゆかしく振舞うが、その性根は氷の様に冷酷。カード化されてからは一転して「尽くす女」となる。
イラスト集によると、開発中は「アスカ・ホワイティア」という名前であった模様。小説版では5番目に倒されている。
アナベラ・ミュウ
声：麻見順子
クイーンの第3子にして、2階のポーカー・ディーラー。モチーフは化け猫で、尻尾とネコミミが生えている。顔の両脇は常に髪で隠れており、普通の耳があるのかどうかは不明。愛称は「ミュウ」。
一見快活で甘えん坊だが、けして誰にも懐かない。本ソフトにはポーカーで必勝できる裏技があるため、簡単に倒せる。
小説版では主人公をトラップにはめて死亡させるが、蘇った主人公に倒される。
エアニア・ハーピー
声：折笠愛
クイーンの第4子にして、唯一のルーレット・ディーラー。1階で登場。モチーフはグリフォンで、背中に白い翼が生えている。愛称は「ハーピー」。
知的に振舞いつつ、狡猾な心理作戦を行う。理由は不明だが、2階にいるナイトの1体から非常に嫌われていた。
小説版では2番目の相手として登場。主人公を見下すが、やがて彼に惚れていき、最後は情けをかけられ、ディーラーの中で唯一倒されずに終わる。その際主人公に、魔力を持った指輪を差し出している。その後どうなったのかは不明。
リン・チャンドラ
声：本井英美（説明書では「折笠愛」と誤記されている。本作にはスタッフロールは無いので、正しい声優名はイラスト集で確認するしかない）
クイーンの第5子にして、1階のヘルオアヘブン・ディーラー。モチーフは竜で、尻尾が生えている。愛称は「リン」。チャイナドレス風の衣装を身に付けており、口調は所謂「インチキ中国人喋り」。
わがままで小生意気な性格。バベルからは「1番頭に来てる」と陰口を叩かれていた。
小説版ではハーピーの次に主人公と戦ったらしいのだが、「難なく倒した」の一言で片付けられており、名前しか登場しなかった（一応登場人物紹介には載っている）。
アクレーナ・マーメニアー
声：松井菜桜子
クイーンの第6子にして、1階のブラックジャック・ディーラー。モチーフは人魚で、水の精という設定である。
愛称は「アクレーナ」だが、ゲーム中では「マーメニアー」とばかり呼ばれていた。イラスト集によると、下半身は人間型に変化させる事もできるようだ。
優しげな態度を見せるが、本性は非常に意地汚い。常に敬語で話すが、カード化されるとタメ口になる。2階に登場する亡霊の1体は、彼女のファンだったという。
小説版では最初に倒されている。こちらでは「アクレーナ」と呼称されていた。

### その他のキャラクター
シンディー・メロウ
声：中沢みどり（ユニティーと2役だが、これは予定にはなく、収録の日に突然決まったとイラスト集のインタビューで語られている）
クイーンの第7子にして、エレベーターガール。ディーラーの見習い中で、戦う事は無い。モチーフはアラビアの魔神「ジン」。愛称は「シンディー」。
魔女としての知識が足りず、悪意の無い純な性格という設定だが、ゲーム中では無邪気に残酷な発言ばかりする。カードはゲームクリア時に、クイーンのそれと同時に入手可能。
イラスト集によると姉達から子供扱いされており、人間というものについて知りたがっている模様。
小説版ではクイーンの持つ僅かな良心が具現化したものという設定で、作中のメインヒロイン的な存在だった。
バベル
声：堀絢子
魔女達の使い魔にして、カジノの案内役。魔女達に酷使されており、かなり反感を持っている。
主人公に協力的な発言をするが、実際は役に立たない情報ばかり喋ったり、コインをねだったりと邪魔ばかりする。エンディングではカジノの崩壊と共に消滅した。
性別は男。よく似た外見の女の使い魔の肖像画がゲーム中に登場しているが、関係は不明。
小説版では主人公に帰るように薦めるなど、それなりの良心はあった模様。こちらではカジノ崩壊後も死ぬことはなく、どこかへと飛び去っていった。
ガーゴイル
玄関内部の両脇に置かれている、一対の悪魔の像。調べると吠える。ただそれだけの存在だが、説明書のキャラクター紹介に載っている。
最上階にも置かれているが、調べることはできない。
ナイト
女性の姿をした金色の鎧で、各階に配置されている。意思を持っており、2階に置かれている4体のナイト達はそれぞれ台詞を喋っている。
ゴースト
地下室に棺に入れられて安置されている骸骨の中で、主人公に襲い掛かってくる2体を指す。襲われると棺桶に引きずり込まれる。
脱出するにはバベルにソウルコインを払って救出してもらうしかない。
ノッカー
1階に2体のみ存在する。意思を持ったドアノッカーで、どちらも男の声で喋る。このノッカーのある部屋には入ることはできない。
亡霊
2階の廊下の曲がり角で登場。2体おり、どちらも声だけで姿はない。

## アイテム

### マジックアイテム
ディーラーとの勝負中に使用できるアイテムで、館を探索することで入手する。使用回数は設定されているが、画面には表示されない。
予知アイテム
ハーピーとのルーレット勝負でのみ効果のあるアイテムで、次の出目を知ることができる。1つだけしか入手できず、使用回数は2回。他のゲームで使用しても何も起こらない。
千里眼アイテム
ヘルオアヘブンで使用すると、ヘブン側のカードを透視できる。なお使用した場合、必ずヘブン側のカードがヘル側のカードより数値が大きくなる。ブラックジャックとポーカーで使用した場合、敵のカードを透視できる。小説版では指輪として登場。
Wソウル
ルーレット以外のゲーム全てで使用可能。勝利時の配当金を倍にできる。

### その他のアイテム
ソウルコイン
本ゲームで使用される通貨。人間の持つ「魂」をコイン化したもので、ゲーム開始時に100ソウル与えられる。0になるとゲームオーバー。
シアター・カード
倒されたディーラーが変化したカード。1階の3人は各3枚、2階の3人は各6枚、クイーンは7枚、シンディーは4枚のカードに変わる。最低各1枚、条件を満たせば全種類入手することも可能。シンディーだけは必ず全種類手に入る。
鍵
次の階に進むためのエレベーターキー（各階のディーラーを全て倒すと入手）、1階のロックされた部屋を開ける2種類の鍵（ホールのナイトの裏に落ちている）、2階の宝箱を開けるための鍵（2階のディーラーを全て倒すと入手）が存在する。

## 取扱説明書
本ソフトの説明書には、ギャンブルゲームのプレイ方法は説明されているが、移動画面に関する説明は一切ない。映写室やセーブ方法についてもまったく触れられていない。イラスト集の社長インタビューによると、実際にプレイして色々発見してもらいたいから、あえて不親切な説明書にしたとのこと。

## 関連書籍
小説『ホーンテッド・カジノ』
本作のノベライズ。1997年2月に芸文社の「ヴァージンクィーンノベルズ」シリーズの3冊目として世に出た。著者は双美麗。表紙絵・挿絵・口絵は全てゲームや説明書のグラフィックの流用である。なおゲームとは違い、タイトルに「・」が入る。
『イラストレーション ホーンテッドカジノ』
1997年6月に芸文社より発行。永田太によるイラスト集で、永田とソシエッタ代官山社長へのインタビューも載っている。